# Fönsterputsning

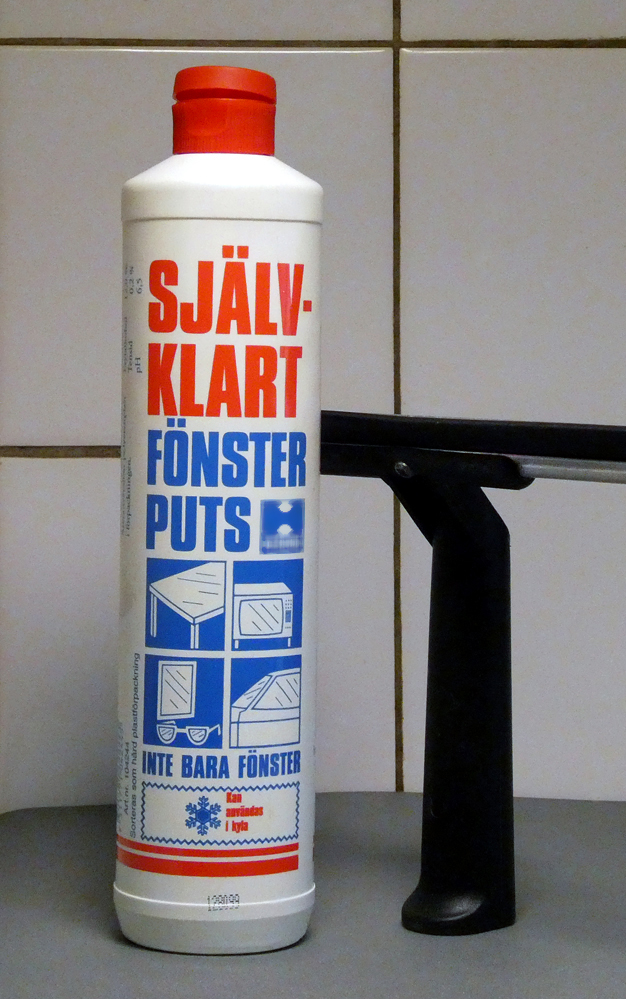
Fönsterputs och fönsterskrapa används ofta i hemmet.

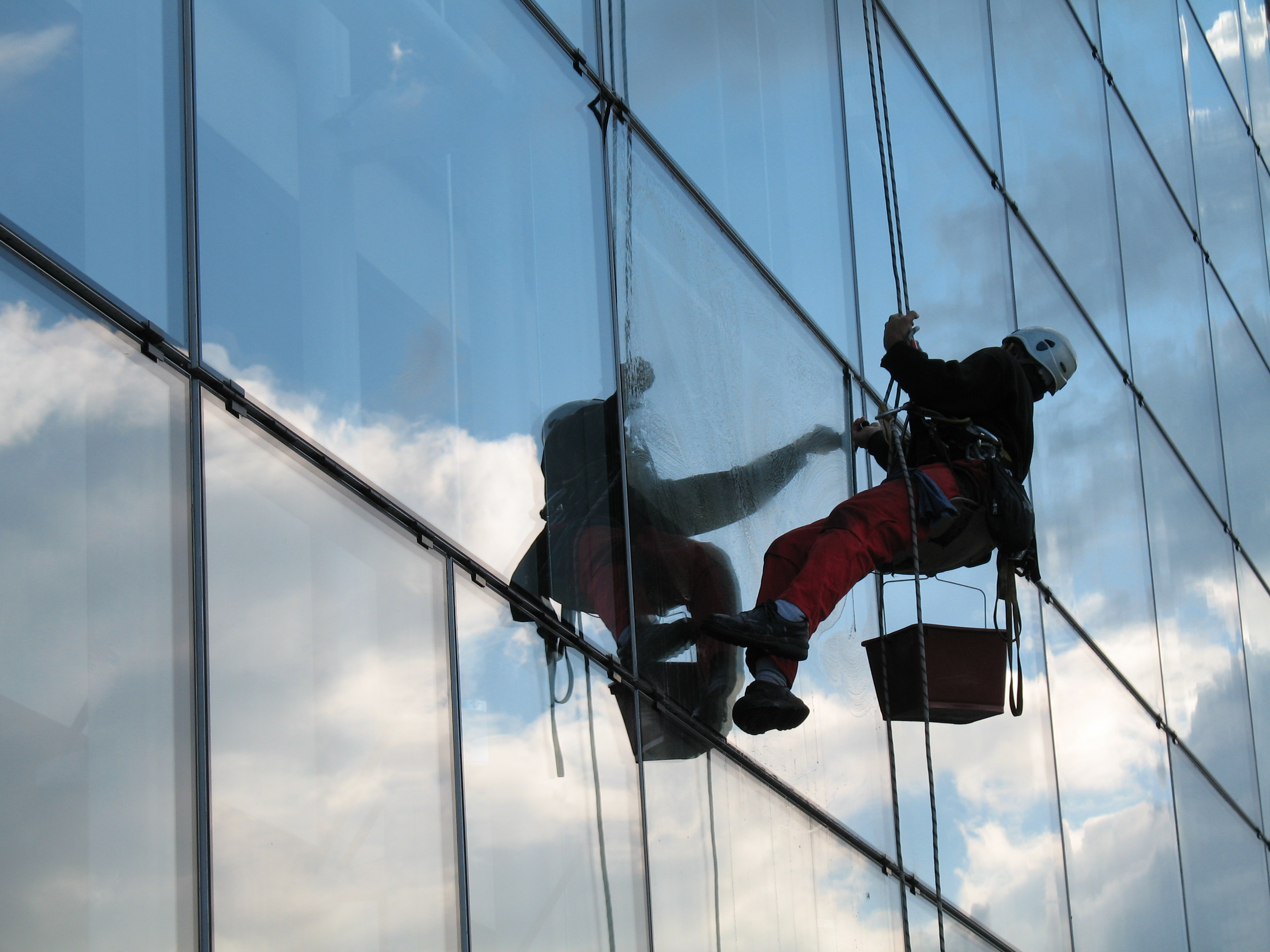
En fönsterputsare putsar fönster på en kontorsbyggnad.

Fönsterputsning är rengöring av fönster.
I Sverige anses fönsterputsning, enligt ett utslag från kammarrätten i Jönköping, ingå i begreppet "skälig levnadsnivå".

## Metoder för fönsterputsning
Redskap som vanligen brukar användas är fönsterputsmedel, gummiskrapa och sämskskinn. Som alternativ till fönsterputsmedel kan en svag diskmedelslösning användas eller fönstersåpa. Den kan appliceras på fönstret med en påblötare, (washer) eller en cellulosasvamp. Sämskskinnet används för att torka kan ersättas med en microfiberduk och gamla trasor . För fönsterputsning finns en särskild gummiskrapa kallad squeegee (skwiss) som har raka (ej rundade) kanter samt en utbytbar gummilist.
Professionellt används ibland en fönsterskrapa med inbyggd luftsug likt en liten eldriven dammsugare. Samtidigt som denna fönstertvätt skrapar rent vatten från fönstret suger den upp det smutsiga vattnet från rutan som samlas upp i en tank. Fördelen med att suga upp vattnet är rena fönsterlister och inga ränder på rutan.
)

## Fönsterputsare
En person som utför fönsterputsning kallas fönsterputsare.

## Risker
Att ramla eller att halka på vatten är de största riskerna med fönsterputsning.
I vissa delar av världen kräver professionell fönsterputninsning en statlig licens, exempelvis i Skottland.
Där sådan licens inte finns kan vem som helst bli professionell fönsterputsare och många har ramlat ner från stegar då man stått felaktigt eller inte säkrat stegen på korrekt sätt.
I Storbritannien anses fönsterputsning vara det mest riskfyllda yrket av alla.
Flera fönsterputsare dör varje år och många skadas.

## Melodin "The Window Cleaner"
Den kanske mest kända melodin med anknytning till fönsterputsning, "The Window Cleaner", även känd som "When I'm Cleaning Windows", är skriven och framförd av George Formby. Den framfördes först i filmen Snurren direkt (originaltitel Keep Your Seats, Please) från 1936. Melodin blev en omedelbar succé, men blev inledningsvis bannlyst av BBC i Storbritannien som ansåg att dess antydningar om vad som skedde i sovrum var för grova. Efter att det framgått att det brittiska kungahuset gillade melodin kunde den släppas fri.